# Parachernes albomaculatus
Parachernes albomaculatus är en spindeldjursart som först beskrevs av Luigi Balzan 1892.  Parachernes albomaculatus ingår i släktet Parachernes och familjen blindklokrypare. Inga underarter finns listade i Catalogue of Life.